# Saprosma hainanensis
Saprosma hainanensis är en måreväxtart som beskrevs av Elmer Drew Merrill. Saprosma hainanensis ingår i släktet Saprosma och familjen måreväxter.
Artens utbredningsområde är Hainan (Kina). Inga underarter finns listade i Catalogue of Life.